# Los días con Ana
Los días con Ana és una pel·lícula uruguaiana de 2000. Dirigida per Marcelo Bertalmío, és una comèdia protagonitzada per Aiala Rosá, Javier Baliosián, Jorge Visca, Lorena Etcheverry i Rafael Bernardi.

## Sinopsi
El grup d'amics es replanteja les relacions entre els seus integrants després de l'anunci d'un d'ells, Ana, d'anar-se'n a l'estranger.

## Protagonistes
- Aiala Rosá (Ana)
- Javier Baliosian (Lucas)
- Jorge Visca (Murdock)
- Lorena Etcheverry (Laura)
- Rafael Bernardi
- Carinna Bálsamo
- Luis Silva
- Lucía Lafourcade
- Martín Pedemonte
- Andrea Delgado

## Premis
- Millor llargmetratge de ficció, millor obra i millor vídeo jove en el Festival Cinematogràfic Internacional de l'Uruguai (2000).[3]

### Altres nominacions
- Millor pel·lícula uruguaiana de l'any per l'Associació de Crítics Cinematogràfics de l'Uruguai.[4]